# Dschihad Online
Der Roman Dschihad Online wurde von Morton Rhue verfasst. Er handelt von dem in Amerika geborenen Moslem Khalil Yasin, welcher durch die extremistischen Ansichten seines Bruders mehr und mehr auf die schiefe Bahn und in die Fänge von Islamisten gerät. Das Buch wurde von Nicolai von Schweder-Schreiner ins Deutsche übersetzt.

## Inhalt
Die Geschichte beginnt mit einem nächtlichen Einbruch der beiden Yasin-Brüder Khalil und Amir, zusammen mit einem Freund Amirs namens Marat. Die verarmten, aus Srebrenica stammenden Brüder wohnen illegal in einer heruntergekommenen Kellerwohnung, da Amir auf Grund mehrerer begangener Straftaten abgeschoben werden soll. Außerdem sind die Eltern zurück nach Bosnien gezogen. Der 16-jährige Khalil drückt weiterhin mit Freundin Angie und Freund Vitaly die Schulbank, gerät aber durch sein nachlässiges Verhalten ins Visier der Schulleitung, die ihn letztlich auch bedingt durch seine häufigen Fehlzeiten von der Schule verweist. Durch den Einfluss Amirs wird er dazu verleitet sich Gewaltvideos und Hassreden anzusehen und sich dem Kontakt zu internationalen Terroristen auszusetzen. 
Als Khalils Leben weiter negativ verläuft und auch noch die Familie von Khalils bestem Freund Vitaly abgeschoben wird, versteht er seinen Bruder, der den Dschihad und den Kampf gegen den heuchlerischen Westen propagiert, und schließt sich den Terroristen an. So wird er immer weiter in ihre Pläne verwickelt. Khalil soll mit Hilfe einer Autobombe eine Predator-Fabrik in die Luft sprengen. Khalil führt letztendlich den Auftrag nicht aus, da ihm sein Handeln bewusst wird. Er wird vom FBI aufgegriffen und hilft schließlich mit, den Fall aufzuklären und den Drahtzieher des Anschlagsversuchs, Ruslan, zu fassen. Zwar wird Khalil  nicht strafrechtlich verfolgt, muss aber die USA dauerhaft verlassen.